# Lorne Valley
Lorne Valley est une ancienne municipalité rurale dans le comté de Kings sur l'Île-du-Prince-Édouard, Canada, au nord-ouest de Cardigan.
Le 28 septembre 2018, la municipalité fusionne avec 6 autres municipalités pour devenir la ville de Three Rivers.